# Genouillé (Vienne)
Genouillé település Franciaországban, Vienne megyében. Lakosainak száma 493 fő (2022. január 1.). Genouillé Le Bouchage, Nanteuil-en-Vallée, Saint-Gaudent, Lizant, Surin, Asnois, Charroux, Savigné és Civray községekkel határos.

## Népesség
A település népességének változása:
| Lakosok száma | 526  | 517  | 523  | 512  | 504  | 497  | 494  | 489  | 493  |
|               | 2013 | 2015 | 2016 | 2017 | 2018 | 2019 | 2020 | 2021 | 2022 |